# Verbrausen
Als Verbrausen bezeichnet man in der Imkerei das Absterben eines Bienenvolkes durch übermäßige Wärme und mangelnde Belüftung. Die häufigste Ursache sind verstopfte oder zu kleine Fluglöcher. Auch mangelnde Belüftung beim Transport oder Fehler bei der Kellerhaft von Schwärmen (zu kleine Schwarmkästen, zu kleine Lüftungsgitter, Helligkeit, zu warme Lagerung) können ein Verbrausen auslösen. Da die Wärme durch das Fächeln der Bienen nicht mehr aus dem Stock abgeleitet werden kann, sondern im Gegenteil noch zusätzlich Wärme erzeugt wird, schmelzen bei Temperaturen oberhalb 40 °C die Waben und kollabieren. Die Bienen ersticken in einem Klumpen von Bienenwachs, Honig und Brut. Verbrauste Bienen sind schwärzlich gefärbt.